# Тортолес-де-Есгева
Тортолес-де-Есгева (ісп. Tórtoles de Esgueva) — муніципалітет в Іспанії, у складі автономної спільноти Кастилія-і-Леон, у провінції Бургос. Населення — 490 осіб (2010).
Муніципалітет розташований на відстані близько 160 км на північ від Мадрида, 65 км на південний захід від Бургоса.
На території муніципалітету розташовані такі населені пункти: (дані про населення за 2010 рік)
- Тортолес-де-Есгева: 406 осіб
- Вільйовела-де-Есгева: 84 особи

## Демографія
Динаміка населення (INE ):